# Isabelle Kittnar
Isabelle Kittnar (* vor 1990 im Allgäu) ist eine deutsche Bühnen- und Maskenbildnerin.

## Leben
Kittnar absolvierte ein Bühnen- und Kostümbildstudium an der Akademie der Bildenden Künste München bei Ursel und Karl-Ernst Herrmann und Ezio Toffolutti. 
Ihr erstes Engagement hatte sie danach auf zwei Jahre als Assistentin am Stadttheater Konstanz.
Seit 2005 wirkt sie als  freischaffende Bühnen- und Kostümbildnerin.
Stationen ihrer Arbeit waren zudem das Saarländische Staatstheater, das Theater der Jungen Welt in Leipzig, das Mainfrankentheater in Würzburg, das Gostner Hoftheater in Nürnberg, das Theater Augsburg (2007–2008) und die Schauburg München.
Kittnar lebt am Ammersee.

## Ausstattungen (Auswahl)
- 2010: Die Räuber, Bühnenbild, Schauburg München[1]
- 2013–2015: Der Brandner Kaspar und das ewig’ Leben, Bühnenbild, Theater Augsburg
- Ich Zara Oder: Das wilde Fleisch der letzten Diva, Vorarlberger Landestheater, Gast

## Filmografie
- 2002: Morgenstund
- 2003: Die Windbraut